# شو هوان
شو هوآن (به چینی: 徐歡، زاده ۶ مارس ۱۹) بازیکن فوتبال چینی است که به عنوان دروازه‌بان برای جیانگسو و تیم ملی فوتبال زنان چین بازی می‌کند.

## حرفه بین‌المللی
شو دروازه‌بان انتخاب اول چین در جام جهانی فوتبال زنان ۲۰۱۸ بود.